# Vesicapalpus
Vesicapalpus Millidge, 1991 è un genere di ragni appartenente alla famiglia Linyphiidae.

## Distribuzione
Le due specie oggi note di questo genere sono state rinvenute in America meridionale: Brasile e Argentina.

## Tassonomia
Dal 2006 non sono stati esaminati esemplari di questo genere.
A dicembre 2012, si compone di due specie:
- Vesicapalpus serranus Rodrigues & Ott, 2006 — Brasile
- Vesicapalpus simplex Millidge, 1991[3] — Brasile, Argentina